# Utricularia purpureocaerulea
Utricularia purpureocaerulea — вид рослин із родини пухирникових (Lentibulariaceae). 

## Біоморфологічна характеристика
Наземний вид. Віночок фіолетовий.

## Середовище проживання
Зростає у Бразилії — Гояс, Мінас-Жерайс, Баія.